# یواس‌اس اناپولیس (ا پی‌جی-۱۰)
یواس‌اس اناپولیس (ا پی‌جی-۱۰) (به انگلیسی: USS Annapolis (PG-10)) یک کشتی بود که طول آن ۲۰۳ فوت ۶ اینچ (۶۲٫۰۳ متر) بود. این کشتی در سال ۱۸۹۶ ساخته شد.